# Medianella
Medianella is een geslacht van uitgestorven kreeftachtigen uit de klasse van de Ostracoda (mosselkreeftjes).

## Soorten
- Medianella aequa (Stumbur, 1956) Neckaja, 1966 †
- Medianella constricta Melnikova, 1986 †
- Medianella intecta (Stumbur, 1956) Neckaja, 1966 †
- Medianella longa (Stumbur, 1956) Neckaja, 1966 †
- Medianella pudica Olempska, 1994 †
- Medianella rhombica Melnikova, 1982 †
- Medianella robusta (Kummerow, 1924) Schallreuter, 1986 †
- Medianella turgida Abushik & Sarv, 1983 †